# Knight's and Magic
Knight's and Magic (ナイツ＆マジック, Naitsu to Majikku, litt. « Chevalier et magie »), stylisé aussi Knight's & Magic, est une série de light novel japonais écrite par Hisago Amazake-no et illustrée par Kurogin. La série est à l'origine un Web-Novel avant d'être repris en publication imprimée par Shufunotomo, dont onze volumes ont été publiés dans la collection Hero Bunko à partir de janvier 2013.
La série de romans a été adaptée en une série de manga, dessinée par Takuji Katō ; celle-ci est prépubliée par Square Enix dans son magazine de prépublication Young Gangan depuis le 15 avril 2016.
Une adaptation en série télévisée anime avait été également annoncée, produite par 8-Bit, elle a été diffusée entre le 2 juillet et le 24 septembre 2017,.

## Synopsis
À la suite d'un accident de la circulation dans lequel il décède, Tsubasa Kurata, informaticien de génie otaku passionné de mecha et de robots, voit son âme se réincarner dans un monde différent où il existe des robots géants, appelés « Chevaliers silhouettes », qui constituent la principale force de combat de ce monde. Les chevaliers médiévaux de ce monde utilisent ces robots géants et de la magie pour lutter contre des bêtes, des démons et des animaux voraces qui dévorent tout ce qui est à leur portée de vue. Tsubasa renaît dans ce nouveau monde parallèle en tant que Ernesti Echevarria, un garçon né dans une famille noble ; il a pu garder ses souvenirs et est toujours enthousiasmé par les méchas. Ainsi, il est déterminé à réaliser son propre Chevalier silhouette afin de défendre son royaume.

## Personnages
- Ernesti Echevarria (エルネスティ・エチェバルリア, Eruneshī Echebaruria?)

Voix japonaise : Rie Takahashi,
Connu sous le nom Eru, il est le héros de l'histoire. À l’intérieur, il est le programmeur japonais passionné de robot et de mecha Tsubasa Kurata (倉田 翼, Kurata Tsubasa, doublé par: Daisuke Sakaguchi,). Tout en gardant la mémoire de sa précédente vie, il renaît dans un monde différent, sous les traits d'un enfant d'une famille du royaume de Fremmevira. Il est toujours aussi passionné par les machines et a la volonté de réaliser et piloter son propre chevalier silhouette. En raison de sa petite taille et de son apparence androgyne, il est souvent pris pour une fille. Il a également gardé son ingéniosité en créant un sabre-pistolet magique, une combinaison entre une épée et une baguette magique en une seule arme.
- Adeltrude Alter (アデルトルート・オルター, Ādorutōto Orutā?)

Voix japonaise : Ayaka Ōhashi,,,
Plus connue sous le nom Addy, elle est la sœur jumelle de Kid. Elle est l'une des amis d'enfance d'Eru, qui a par ailleurs enseigné la magie à elle et son frère. Elle aime beaucoup Ernesti et adore lui faire des câlins.
- Archid Alter (アーキッド・オルター, Ākīdo Orutā?)

Voix japonaise : Shinsuke Sugawara,,,
Plus connu sous le nom Kid, il est le frère jumeau de Addy et un autre ami d'enfance d'Eru qui lui a appris aussi la magie. À cause du fait sa sœur et lui sont des enfants illégitimes du marquis Serrati et de sa maîtresse, il ne s'entend pas avec son père et sa famille légale, en particulier son grand-demi-frère Baltsar qui les méprise parce que ce dernier craint que leur père puisse les légitimer et faire de Kid son héritier.
- Edgar C. Blanche (エドガー・C・ブランシュ, Edogā C Buranshu?)

Voix japonaise : Yasuaki Takumi,,,
Un senpai du département des Chevaliers silhouettes, de nature sérieuse et c'est un brave guerrier.
- Dietrich Knitz (ディートリヒ・クーニッツ, Dītorihi Kūnittsu?)

Voix japonaise : Kazuyuki Okitsu,,,
Un senpai du département des Chevaliers silhouettes, il est plus connu sous le Dee (ディー). Il est plutôt arrogant mais s'est enfui lors de son premier combat. Depuis, il fait tout pour se rattraper.
- Hellvy Oberi (ヘルヴィ・オーバーリ, Heruvu~i Ōbāri?)

Voix japonaise : Shizuka Itō,,,
Une senpai du département des Chevaliers silhouettes, elle travaille principalement comme pilote d'essai pour des nouveaux modèles de chevalier. Elle est remplie de détermination pour être victorieuse.
- Batson Termonen (バトソン・テルモネン, Batoson Terumonen?)

Voix japonaise : Natsumi Fujiwara,
Un nain et fils d'un forgeron voulant devenir un chevalier forgeron et un ami d'Eru.
- David Hepken (ダーヴィド・ヘプケン, Dāvu~ido hepuken?)

Voix japonaise : Atsushi Imaruoka,
Un senpai d'Eru, c'est un nain ingénieur en entraînement qui est ami avec Eru.
- Stefania Serrati (ステファニア・セラーティ, Sutefania Serāti?)

Voix japonaise : Sayaka Senbongi,
La demi-sœur de Kid et d'Addy. Elle est la présidente du Conseil des étudiants. Malgré leur statut illégitime, elle considère Addy et Kid comme des membres à part entière de sa famille. Tout comme Addy, elle est folle d'Ernesti.
- Lauri Echevalier (ラウリ・エチェバルリア, Rauri Echebaruria?)

Voix japonaise : Masaru Ikeda,
Le grand-père d'Eru et le principal de l'Académie.
- Mathias Echevalier (マティアス・エチェバルリア, Matiasu Echebaruria?)

Voix japonaise : Hidetaka Tenjin,
Le père d'Eru et un chevalier.
- Celestina Echevalier (セレスティナ・エチェバルリア, Seresutina Echebaruria?)

Voix japonaise : Sayaka Ohara,
Elle est la mère d'Eru qui lui a enseigné la magie.

## Productions et supports

### Websérie
Hisago Amazake-no a commencé à publier la websérie sur le site Shōsetsuka ni narō le 16 octobre 2010,. Depuis le 8 décembre 2020, dix arcs ont été publiés, comprenant au total 178 chapitres.

### Light novel
L'éditeur Shufunotomo a acquis la série pour la publication imprimée et a publié le premier volume, avec les illustrations de Kurogin, dans la collection Hero Bunko en janvier 2013, ; à ce jour, onze volumes ont été publiés.

#### Liste des volumes
| no | Japonais          | Japonais          |
| no | Date de sortie    | ISBN              |
| -- | ----------------- | ----------------- |
| 1  | 30 janvier 2013   | 978-4-07-288159-0 |
| 2  | 31 mai 2013       | 978-4-07-289667-9 |
| 3  | 30 septembre 2013 | 978-4-07-292729-8 |
| 4  | 28 avril 2014     | 978-4-07-296348-7 |
| 5  | 30 mars 2015      | 978-4-07-412412-1 |
| 6  | 30 mars 2016      | 978-4-07-416172-0 |
| 7  | 25 mars 2017      | 978-4-07-424154-5 |
| 8  | 30 septembre 2017 | 978-4-07-427900-5 |
| 9  | 31 octobre 2018   | 978-4-07-435471-9 |
| 10 | 30 septembre 2020 | 978-4-07-445630-7 |
| 11 | 29 novembre 2021  | 978-4-07-450520-3 |

### Manga
L'artiste Takuji Katō a commencé à réaliser une adaptation manga des romans dans le magazine de prépublication de seinen manga Young Gangan de Square Enix depuis le 15 avril 2016,. Dix-sept volumes tankōbon ont été publiés à ce jour.

#### Liste des volumes
| no | Japonais          | Japonais          |
| no | Date de sortie    | ISBN              |
| -- | ----------------- | ----------------- |
| 1  | 24 septembre 2016 | 978-4-7575-5108-4 |
| 2  | 24 mars 2017      | 978-4-7575-5254-8 |
| 3  | 24 juin 2017      | 978-4-7575-5389-7 |
| 4  | 25 septembre 2017 | 978-4-7575-5484-9 |
| 5  | 24 mars 2018      | 978-4-7575-5670-6 |
| 6  | 25 juillet 2018   | 978-4-7575-5792-5 |
| 7  | 24 novembre 2018  | 978-4-7575-5919-6 |
| 8  | 25 avril 2019     | 978-4-7575-6071-0 |
| 9  | 25 juillet 2019   | 978-4-7575-6213-4 |
| 10 | 25 décembre 2019  | 978-4-7575-6400-8 |
| 11 | 25 mars 2020      | 978-4-7575-6573-9 |
| 12 | 22 juillet 2020   | 978-4-7575-6765-8 |
| 13 | 22 novembre 2020  | 978-4-7575-6955-3 |
| 14 | 25 mars 2021      | 978-4-7575-7166-2 |
| 15 | 26 juillet 2021   | 978-4-7575-7385-7 |
| 16 | 25 novembre 2021  | 978-4-7575-7594-3 |
| 17 | 25 mars 2022      | 978-4-7575-7836-4 |

### Anime
Une adaptation en série télévisée d'animation a été annoncée à travers une bande enveloppante du premier volume du manga publié le 24 septembre 2016,.
L'anime a été diffusé pour la première fois au Japon entre le 2 juillet et le 24 septembre 2017 : celui-ci a été réalisé par Yusuke Yamamoto au studio d'animation 8-Bit, Michiko Yokote a été responsable des scripts et Masato Kōda de la composition musicale,. Wakanim diffuse la série en simulcast dans les pays francophones.
Le single Hello! MyWorld !! du groupe Fhána sert d'opening et Ayaka Ohashi interprète l'ending intitulé You & I,.

#### Liste des épisodes
| No | Titre en français | Titre original   | Date de 1re diffusion |
| -- | ----------------- | ---------------- | --------------------- |
| 1  | Robots & Fantasy  | Robots & Fantasy | 2 juillet 2017        |
| 2  | Hero & Beast      | Hero & Beast     | 9 juillet 2017        |
| 3  | Scrap & Build     | Scrap & Build    | 16 juillet 2017       |
| 4  | Light & Shadow    | Light & Shadow   | 23 juillet 2017       |
| 5  | Hide & Seek       | Hide & Seek      | 30 juillet 2017       |
| 6  | Trial & Error     | Trial & Error    | 6 août 2017           |
| 7  | New & Old         | New & Old        | 13 août 2017          |
| 8  | Secret & Quest    | Secret & Quest   | 20 août 2017          |
| 9  | Force & Justice   | Force & Justice  | 27 août 2017          |
| 10 | War & Princess    | War & Princess   | 3 septembre 2017      |
| 11 | Hit & Away        | Hit & Away       | 10 septembre 2017     |
| 12 | Knight & Dragon   | Knight & Dragon  | 17 septembre 2017     |
| 13 | Heaven & Earth    | Heaven & Earth   | 24 septembre 2017     |

## Accueil
La série a été nommée dans la catégorie « Meilleur CGI » lors des Anime Awards 2018 de Crunchyroll,.
En octobre 2018, la vente totale des volumes de la franchise a atteint le 1,7 million d'exemplaires.

### Œuvres
Édition japonaise
Light novel
1. 1 2  (ja) « ナイツ＆マジック　１ », sur Hero Bunko (consulté le 3 juin 2017)
2. 1 2  (ja) « ナイツ＆マジック　2 », sur Hero Bunko (consulté le 3 juin 2017)
3. 1 2  (ja) « ナイツ＆マジック　3 », sur Hero Bunko (consulté le 3 juin 2017)
4. 1 2  (ja) « ナイツ＆マジック　4 », sur Hero Bunko (consulté le 3 juin 2017)
5. 1 2  (ja) « ナイツ＆マジック 5 », sur Hero Bunko (consulté le 3 juin 2017)
6. 1 2  (ja) « ナイツ＆マジック 6 », sur Hero Bunko (consulté le 3 juin 2017)
7. 1 2  (ja) « ナイツ＆マジック 7 », sur Hero Bunko (consulté le 3 juin 2017)
8. 1 2  (ja) « ナイツ＆マジック 8 », sur Hero Bunko (consulté le 30 octobre 2017)
9. 1 2  (ja) « ナイツ＆マジック 9 », sur Hero Bunko (consulté le 12 novembre 2018)
10. 1 2  (ja) « ナイツ＆マジック 10 », sur Hero Bunko (consulté le 29 décembre 2020)
11. 1 2  (ja) « ナイツ＆マジック 11 », sur Hero Bunko (consulté le 17 janvier 2023)

Manga
1. 1 2  (ja) « ナイツ＆マジック(1) », sur Square Enix (consulté le 19 août 2018)
2. 1 2  (ja) « ナイツ＆マジック(2) », sur Square Enix (consulté le 19 août 2018)
3. 1 2  (ja) « ナイツ＆マジック(3) », sur Square Enix (consulté le 19 août 2018)
4. 1 2  (ja) « ナイツ＆マジック(4) », sur Square Enix (consulté le 19 août 2018)
5. 1 2  (ja) « ナイツ＆マジック(5) », sur Square Enix (consulté le 19 août 2018)
6. 1 2  (ja) « ナイツ＆マジック(6) », sur Square Enix (consulté le 19 août 2018)
7. 1 2  (ja) « ナイツ＆マジック(7) », sur Square Enix (consulté le 12 novembre 2018)
8. 1 2  (ja) « ナイツ＆マジック(8) », sur Square Enix (consulté le 16 avril 2019)
9. 1 2  (ja) « ナイツ＆マジック(9) », sur Square Enix (consulté le 24 août 2019)
10. 1 2  (ja) « ナイツ＆マジック(10) », sur Square Enix (consulté le 27 février 2020)
11. 1 2  (ja) « ナイツ＆マジック(11) », sur Square Enix (consulté le 17 mai 2020)
12. 1 2  (ja) « ナイツ＆マジック(12) », sur Square Enix (consulté le 8 juillet 2020)
13. 1 2  (ja) « ナイツ＆マジック(13) », sur Square Enix (consulté le 29 décembre 2020)
14. 1 2  (ja) « ナイツ＆マジック(14) », sur Square Enix (consulté le 17 janvier 2023)
15. 1 2  (ja) « ナイツ＆マジック(15) », sur Square Enix (consulté le 17 janvier 2023)
16. 1 2  (ja) « ナイツ＆マジック(16) », sur Square Enix (consulté le 17 janvier 2023)
17. 1 2  (ja) « ナイツ＆マジック(17) », sur Square Enix (consulté le 17 janvier 2023)